# Peter Strähle
Peter Strähle (* 1940) ist ein ehemaliger deutscher Wasserspringer, -trainer und -funktionär.
1968 konnte er bei den Deutschen Meisterschaften im Olympia-Schwimmstadion von Berlin den 8. Platz belegen.
Während seiner Trainertätigkeit in der Karlsruher Waldstadt betreute er die Olympiateilnehmerin Maximiliane Michael, Europameisterschafts-Teilnehmerin Kerstin Häffner und Andrea Anderson (Teilnahme Europäische Jugendmeisterschaft 1982). Er nahm als Kampfrichter an den Olympischen Spielen in München 1972 teil.
In seiner Amtszeit als Springwart des Deutschen Schwimm-Verbandes von 1977 bis 1984 wurde 1982 das Fächerbad in Karlsruhe eröffnet. Dort erfand er das Synchronspringen. Aufgrund der sportlichen Leistungen der Karlsruher Springer konnte er die Berufung des Fächerbades zum Landes- und Bundesstützpunkt erreichen.